# 山下威士
山下 威士（やました たけし、1941年11月6日 - ）は、日本の憲法学者・法哲学者。新潟大学名誉教授。

## 略歴
広島県広島市出身。1945年広島市への原爆投下を経験し、その後の法学者としての思想に影響を与える。
1960年広島県立広島観音高等学校卒業。
1964年中央大学法学部卒業。1966年同大学院法学研究科修士課程修了。1970年早稲田大学大学院法学研究科公法学博士課程中退。

1987年「カール・シュミット研究 危機政府と保守革命運動」で法学博士（早稲田大学）の学位を取得。
1970年埼玉大学教養部講師（社会思想史担当）、中央大学法学部通信教育課程インストラクターを兼任。1971年教養部助教授、1982年新潟大学法学部教授（憲法・比較憲法学）、
1993年同大学院現代社会文化研究科教授、
1995年同法学部長、
2000年同学長補佐、
2004年同大学院実務法学研究科（法科大学院）長・同教授（法学概論・正義論など担当）、
2007年同定年退官、同名誉教授。
大宮法科大学院大学客員講師（法哲学担当）
2015年大宮法科大学院大学廃校に伴い退職。
2020年秋の叙勲が11月3日に発表され瑞宝中綬章を受章。
親族に法学者の山下泰子（妻）、デザイナーの山下勇三（実兄）がいる。

## 恩師
学部・修士課程では川添利幸。博士課程では有倉遼吉、博士論文の主査では浦田賢治に薫陶を受けた。

## 著書
- 『カール・シュミット研究 危機政府と保守革命運動』南窓社 1986
- 『憲法学と憲法』南窓社 1987　doi:10.11501/12675787

### 共編著
- 『法と市民 2』瀬川善信ほか共著 南窓社 1979
- 『平和と人権の法』山下泰子,根森健共著 南窓社 1980
- 『法学』編 古野豊秋,黒須孝郎,畑尻剛,小林博志共著 尚学社 1983
- 『憲法詳論』川添利幸共編 尚学社 1989
- 『大学生のヤリ方』編 尚学社 1997

### 翻訳
- 陶春芳,蒋永萍編『中国の女性 社会的地位の調査報告』山下泰子共監訳 尚学社 1995
- 『クーデタを裁く 1932年7月20日事件法廷記録』訳編 尚学社 2003

記念論文集
- 『ドイツ公法理論の受容と展開 山下威士先生還暦記念』DAS研究会編 尚学社 2004